# Za Torem (Piszczac Pierwszy)
Za Torem – część wsi Piszczac Pierwszy położona w Polsce, w województwie lubelskim, w powiecie bialskim, w gminie Piszczac.
Do 1 stycznia 2014 roku Za Torem miała status miejscowości podstawowej.
W latach 1975–1998 Za Torem należało administracyjnie do województwa bialskopodlaskiego.